# Roman Sloednov

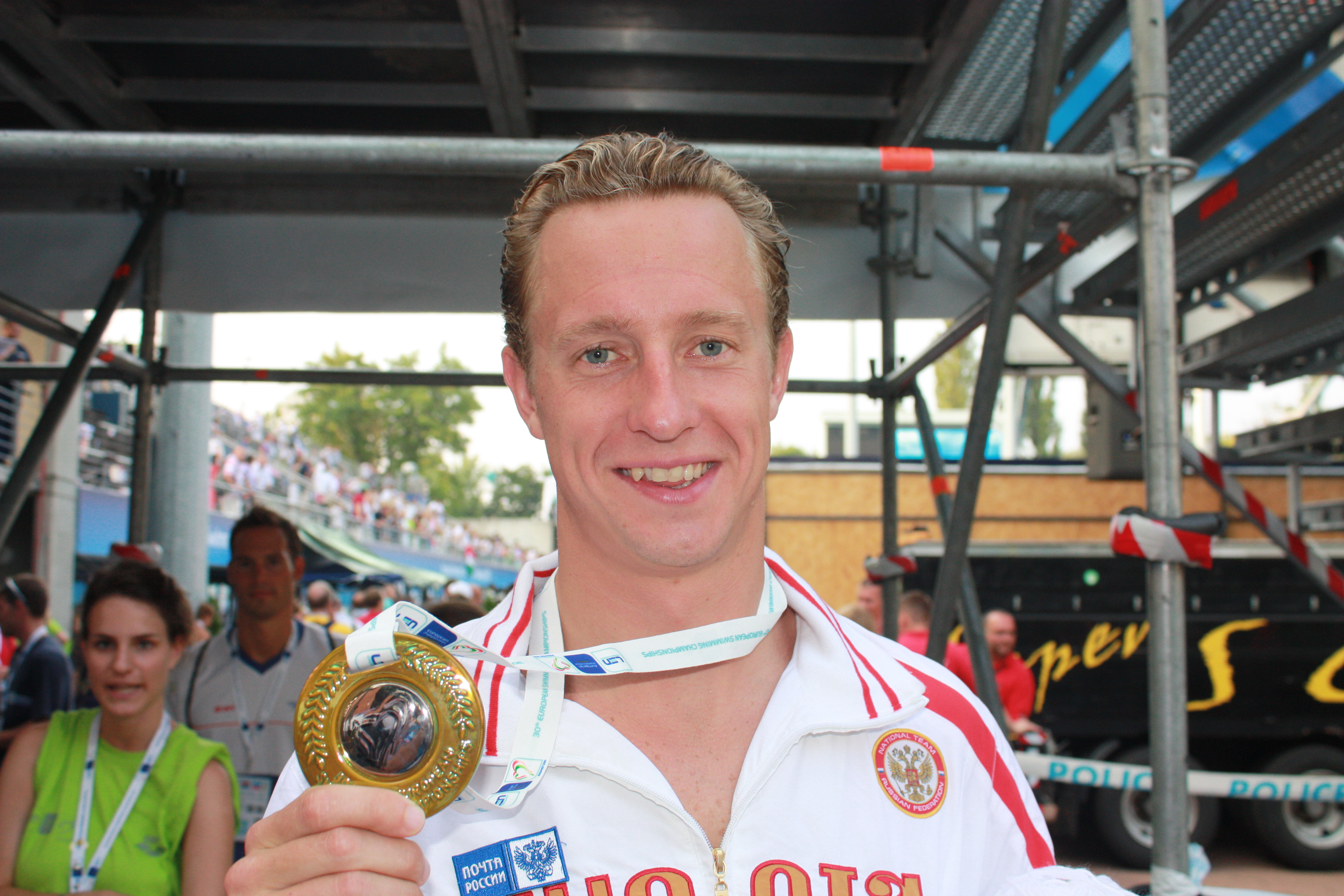
Roman Sloednov in 2010

Roman Andrejevitsj Sloednov (Russisch: Роман Андреевич Слуднов) (Omsk, 24 februari 1980) is een Russische zwemmer. Hij vestigde in 2000 twee wereldrecords op zijn favoriete zwemslag, de schoolslag.
Op 29 juni 2001, bij de Russische kampioenschappen in Moskou, dook de student uit Siberië als eerste zwemmer ooit in de geschiedenis onder de magische grens van één minuut op de 100 meter schoolslag. Zijn eerste 'grote' titel won de pupil van trainster Natalia Roschina in 1999, bij de Europese kampioenschappen kortebaan (25 meter) in Lissabon.

## Internationale erelijst

### 1997
Europese Jeugdkampioenschappen (langebaan) in Glasgow:
- Eerste op de 100 meter schoolslag 1.03,21
- Derde op de 200 meter schoolslag 2.18,05

### 1998
Europese Jeugdkampioenschappen (langebaan) in Antwerpen:
- Tweede op de 100 meter schoolslag 1.02,71

### 1999
Wereldkampioenschappen kortebaan (25 meter) in Hongkong:
- Vierde op de 50 meter schoolslag 27,71
- Vijfde op de 100 meter schoolslag 1.00,19
- Vierde op de 4x100 meter wisselslag 3.33,15

Europese kampioenschappen langebaan (50 meter) in Istanboel:
- Zesde plaats op de 100 meter schoolslag 1.02,87

Europese kampioenschappen kortebaan (25 meter) in Lissabon:
- Derde op de 50 meter schoolslag 27,38
- Eerste op de 100 meter schoolslag 58,85

### 2000
Wereldkampioenschappen kortebaan (25 meter) in Athene:
- Eerste op de 100 meter schoolslag 58,57
- Eerste op de 200 meter schoolslag 2.07,59 (Wereldrecord)

Olympische Spelen (langebaan) Sydney:
- Derde op de 100 meter schoolslag 1.00,91
- Twintigste op de 200 meter schoolslag 2.16,26

### 2001
Wereldkampioenschappen langebaan (50 meter) in Fukuoka:
- Tweede op de 50 meter schoolslag 27,60
- Eerste op de 100 meter schoolslag 1.00,16

### 2002
Europese kampioenschappen langebaan in Berlijn:
- Tweede op de 100 meter schoolslag 1.00,72
- Derde op de 200 meter schoolslag 2.11,82
- Eerste op de 4x100 meter wisselslag 3.36,21

### 2004
Olympische Spelen (langebaan) in Athene:
- Vierde op de 4x100 meter wisselslag 3.35,91

Europese kampioenschappen kortebaan (25 meter) in Wenen:
- Tweede op de 50 meter schoolslag 27,09
- Eerste op de 100 meter schoolslag 58,73
- Vierde op de 200 meter schoolslag 2.08,29
- Vijfde op de 4x50 meter wisselslag 1.38,87